# Croghan (town, New York)
Ne doit pas être confondu avec Croghan (village, New York).
Croghan est une ville située dans le comté de Lewis, dans l'État de New York, aux États-Unis,. En 2010, elle comptait une population de 3 093 habitants.

## Démographie
Lors du recensement de 2010, la ville comptait une population de 3 093 habitants. Elle est estimée, en 2016, à 3 082 habitants.